# پروتینگ
پروتینگ (به آلمانی: Prutting) یک شهر در آلمان است که در بایرن واقع شده‌است.

## خصوصیات
پروتینگ ۱۶٫۲۲ کیلومترمربع مساحت دارد ۴۹۶ متر بالاتر از سطح دریا واقع شده‌است.